# Sahar Jodayarí
Sahar Jodayarí (Teherán, 1990-Ibídem, 9 de septiembre de 2019), conocida como la chica azul, era una activista y aficionada al fútbol iraní. Falleció tras inmolarse con gasolina a las puertas del tribunal que la juzgaba en la capital de Irán.

## Biografía
Jodayarí era aficionada al fútbol. Conocida como la chica azul, por los colores de su equipo teheraní, el Esteghlal, fue detenida por la Policía en marzo de 2019 cuando intentó acceder disfrazada de hombre al estadio Azadi de Teherán con la intención de ver el partido entre el Esteghlal y el emiratí Al Ain. Jodayarí pasó dos días en la cárcel de Gharchak y fue puesta en libertad a la espera de juicio. En septiembre, ya juzgada y en espera de sentencia del tribunal islámico, se inmoló a las puertas de la magistratura, en protesta por el trato dado a las mujeres por las autoridades iraníes.

## Fallecimiento
La agencia de noticias Shafaghna informó que el 9 de septiembre de 2019 a los 29 años, Sahar Jodayarí murió en un hospital de Teherán a causa de las quemaduras sufridas tras prenderse fuego al conocer que podría ser condenada a seis meses de cárcel por intentar entrar en un estadio de fútbol, acción prohibida a las mujeres en Irán.
Con motivo de la muerte de la activista, el actor Amir Jadidi declaró su solidaridad con la víctima. Por su parte, Philip Luther, responsable para Oriente Medio de Amnistía Internacional, afirmó que “su muerte no debe ser en vano. Debe estimular el cambio en Irán para evitar más tragedias en el futuro”.

## Mujeres y fútbol en Irán
Las mujeres no tienen permitido acceder a los estadios de fútbol masculino en Irán desde 1981, dos años después del triunfo de la revolución islámica. La prohibición se levantó durante unos días en el transcurso del último Mundial de fútbol de Rusia, en el que se trasmitieron los partidos del equipo nacional en pantallas gigantes instaladas en estadios.